# 음식디미방

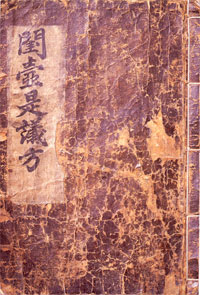
음식디미방 표지

음식디미방(飮食知味方, 음식지미방)은 1670년(현종 11년)경 정부인 안동 장씨(貞夫人 安東 張氏)가 쓴 조리서이다. 이 책은 궁체로 쓰인 필사본으로, 표지에는 '규곤시의방'이라 이름붙여졌으며, 내용 첫머리에 한글로 '음식디미방'이라 써있다. 음식디미방은 한자어로 그중 '디'는 알 지(知)의 옛말이며, 제목을 풀이하면 '음식의 맛을 아는 방법'이라는 뜻을 지닌다.
음식디미방 이전에도 한국에서 음식에 관한 책은 있었지만, 모두 한문으로 쓰였으며, 간략하게 소개하는 것에 그쳤다. 반면 음식디미방은 예로부터 전해오거나 장씨 부인이 스스로 개발한 음식 등, 양반가에서 먹는 각종 특별한 음식들의 조리법을 자세하게 소개하였다. 가루음식과 떡 종류의 조리법 및 어육류, 각종 술담그기를 자세히 기록한다. 이 책은 17세기 중엽 한국인들의 식생활을 연구하고 이해하는 데 귀중한 문헌이다. 현재 원본은 경북대학교 도서관에서 소장 중이다.

## 구성

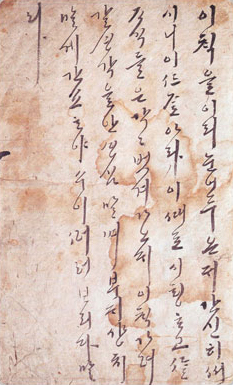
음식디미방 서문

### 주식
- 국수 - 면, 난면, 메밀국수, 녹말국수
- 만두류 - 만두, 메밀만두, 어만두, 숭어만두, 수교의, 석류탕

### 부식
- 국 - 족탕, 말린 고기탕, 쑥탕, 천어순어탕, 붕어순갱, 와각탕, 난탕법, 계란탕법, 양숙편, 전복탕, 자라갱
- 찜 - 붕어찜, 해삼찜, 개장찜, 수증계, 가지찜, 외찜
- 편육(片肉), 또는 숙편(熟片) - 양숙, 별미 닭대구편
- 선 - 동아선
- 채 - 연근채, 동아돈채, 잡채, 대구껍질채, 외화채
- 누르미 - 가지누르미, 개장고지누르미, 동아누르미, 대구누르미, 개장누르미, 해삼누르미
- 구이 - 닭구이, 가제육, 웅장, 대합구이
- 볶이 - 양볶이, 꿩지히, 꿩짠지히
- 적 - 동아적, 연근적
- 전 - 어전법
- 회 - 회, 대합회
- 침채 - 꿩침채, 산갓침채, 마늘 담는 법
- 순대 - 개장
- 젓 - 게젓, 약게젓, 청어 염해법, 방어 염장법
- 삶는 법 - 질긴 고기 삶는 법, 누른개, 웅창 손질법, 개장 고는 법, 해삼 다루는 법

### 양념
- 식초 - 2가지 초법, 매자초, 국에 타는 법

### 후식
- 떡 - 상화, 상화편, 증편, 석이편, 잡과편, 밤설기, 전화법, 빈자법, 인절미 굽는 법
- 잡과 - 연약과, 약과, 박산, 중박계, 빙사과, 강정
- 기타 - 앵도편, 순정과, 죽순정과, 섭산삼
- 화채 - 토장법 녹두나화, 챠ㄱ면(오미자), 벽챠ㄱ면, 차면, 스ㅣㅡㆀ면(오미자)

### 저장
- 채소 - 수박, 동화 간수법, 동화 담는 법, 가지 간수법, 고사리 담는 법, 비시나물 쓰는 법, 건강법
- 과일 - 북숭아 간수법
- 고기 - 고기 말리는 법, 고기 말려 오래 두는 법, 참새 말리는 법
- 생선 - 생선 말리는 법, 전복 말리기, 해삼 말리기, 생복 간수법, 연어란

### 술
- 단양주 - 정감청주, 점감주, 2가지 하절 삼일주, 일일주, 하절주, 4가지 이화주, 사급주
- 이양주 - 감향주, 하향주, 벽향주, 유화주, 향온주, 소곡주, 황금주, 하시주, 칠일주, 백화주, 동양주, 점주, 적주, 남성주, 녹화주, 칠일주, 죽엽주, 별주, 행화춘주
- 삼양주 - 2가지 삼해주, 2가지 삼해주, 삼오주 (삼양주), 순향주법
- 사양주 - 삼오주 (사양주)
- 약용주 - 차주법, 송화주, 오가피주
- 혼향주 - 과하주
- 소주 - 2가지 수주, 밀소주, 찹쌀소주
- 누룩 - 주국방법, 이화주 누룩법

## 같이 보기
- 산가요록
- 수운잡방
- 도문대작
- 시의전서
- 증보산림경제
- 규합총서
- 시의방
- 도전! 디미방-음식디미방을 바탕으로 하여 KBS에서 방송되었다.

## 참고 문헌
- 간략한 음식디미방 정보[깨진 링크(과거 내용 찾기)] (문화콘텐츠닷컴)
- 상세한 음식디미방 정보 및 재현한 요리 정보[깨진 링크(과거 내용 찾기)] (안동문화 콘텐츠)
- 음식디미방 영인본 소개 경북대 출반부
- 음식디미방 영인본에 관한 기사[깨진 링크(과거 내용 찾기)] 대구일보
- 조선후기 사가의 전통가례와 가례음식 문화원형복원
- 한글 음식조리서로 본 여성의 문자 생활 보관됨 2011-10-06 - 웨이백 머신 디지털 한글 박물관
- 300년 손맛 중앙일보